# 志村由美
志村 由美（しむら ゆみ、1982年11月30日 - ）は、日本の元声優。山梨県出身。アイムエンタープライズに所属していた。

## 略歴
高校卒業後、山梨県立県民文化ホールで19歳で事務職に就職していた。県民文化ホールでは、事務の他に影アナでアナウンスをする仕事もさせてもらっていたという。その時、職員の皆に、「志村の声は素敵だね！」と誉められ、日本ナレーション演技研究所に通うことを決意したという。
2004年に『魔法先生ネギま!』の長谷川千雨で声優デビュー。
2016年6月30日、ブログにて引退を発表。

## 人物
趣味・スポーツはお菓子作り、スポーツ観戦、バドミントン。特技はワープロ　パソコン。
資格は簿記2級　ワープロ検定2級。
3人兄妹の一番下。作家の木村巴は実姉であり既婚者。

## 後任
志村の引退後、持ち役を引き継いだ人物は以下の通り。
| 後任       | 役名       | 概要作品                                 | 後任の初担当作品                                |
| ---------- | ---------- | ---------------------------------------- | ----------------------------------------------- |
| 御堂ダリア | 長谷川千雨 | 『魔法先生ネギま!』                      | 『UQ HOLDER!』                                  |
| 影山灯     | 金糸雀     | 『ローゼンメイデン』                     | 『ゴシックは魔法乙女〜さっさと契約しなさい!〜』 |
| 早見沙織   | 皇絢香     | 『グリモア〜私立グリモワール魔法学園〜』 | 『グリモアA〜私立グリモワール魔法学園〜』       |

## 出演
※太字はメインキャラクター。

### テレビアニメ
2005年
- 魔法先生ネギま! シリーズ（2005年 - 2006年、長谷川千雨） - 2シリーズ
- ローゼンメイデン シリーズ（2005年 - 2013年、金糸雀） - 2シリーズ+特別編

2007年
- おおきく振りかぶって
- 金色のコルダ〜primo passo〜（子供）
- CLANNAD（2007年 - 2009年、女子生徒、お客、男の子、生徒） - 2シリーズ
- ケロロ軍曹（バル）
- ムシウタ（皆川あさみ）

2008年
- のらみみ（カメチョビン） - 2シリーズ

2009年
- ドルアーガの塔 〜the Sword of URUK〜（砂ねずみ）

2011年
- 47都道府犬（山梨犬）

2012年
- 黒魔女さんが通る!!（グラシュティグ会長、フレンチブルドッグ）

2013年
- キューティクル探偵因幡（荻野若葉）
- 探検ドリランド -1000年の真宝-（鉄壁女神リュシー）

2014年
- 信長協奏曲

2015年
- どうしても干支にはいりたい（2015年 - 2020年、ヒツジ） - 2シリーズ

### OVA
- ネギま!? 春スペシャル!? / 夏スペシャル!?（2006年、長谷川千雨） - 2作品
- 魔法先生ネギま! OADシリーズ（2008年 - 2010年、長谷川千雨） - 2シリーズ+1作品

### 劇場アニメ
- 劇場版 魔法先生ネギま! ANIME FINAL（2011年、長谷川千雨）

### ゲーム
2005年
- 魔法先生ネギま! 1時間目 お子ちゃま先生は魔法使い!（長谷川千雨）
- 魔法先生ネギま! 2時間目 戦う乙女たち! 麻帆良大運動会SP!（長谷川千雨）
- リアライズ -Panorama Luminary-（美希子）

2006年
- アルカナハート（廿楽冴姫）
- 転生學園月光録（南宮京香）
- ネギま!? 3時間目 恋と魔法と世界樹伝説!（長谷川千雨）
- ネギま!? 超 麻帆良大戦 かっとイ〜ン☆契約執行でちゃいますぅ（長谷川千雨）
- 魔法先生ネギま! 課外授業 乙女のドキドキ ビーチサイド（長谷川千雨）

2007年
- アルトネリコ2 世界に響く少女たちの創造詩（ココナ・バーテル）
- ネギま!? どりーむたくてぃっく 夢見る乙女はプリンセス♥（長谷川千雨）
- ネギま!? チェックイ〜ン 全員集合! やっぱり温泉来ちゃいましたぁ 超麻帆良大戦チュウ（長谷川千雨）
- ローゼンメイデン ゲベートガルテン（金糸雀）

2008年
- アルカナハート2（廿楽冴姫）
  - すっごい!アルカナハート2（廿楽冴姫）

- Lの季節2 invisible memories（紅川蓮）

2009年
- アルカナハート3（廿楽冴姫）
- eden*（シオン）

2010年
- アルトネリコ3 世界終焉の引鉄は少女の詩が弾く（ココナ・バーテル）

2011年
- グローランサーIV オーバーリローデッド（メリーヌ）

2012年
- わグルま!（アルケー）

2013年
- 幻獣姫（アズラエル）
- シェルノサージュ〜失われた星へ捧ぐ詩〜（サーリ）

2014年
- アルノサージュ〜生まれいずる星へ祈る詩〜（サーリ）
- ガンガン!! バトルRUSH!（キャシー）
- グリモア〜私立グリモワール魔法学園〜（皇絢香）
- ローゼンメイデン ヴェヘゼルン ジー ヴェルト アップ（金糸雀）
- 白猫プロジェクト（スズネ・ハヅキ）

2015年
- 月に寄りそう乙女の作法 〜ひだまりの日々〜（名波七愛）

2016年
- 乙女理論とその周辺 -Bon Voyage-（名波七愛）

### 吹き替え
- ブーリン家の姉妹

### ラジオ
- ラジオどっとあい 志村由美のお熱いのがお好き!（BBQR、2005年）
- ひろみtoゆみのちっちゃいふたり!（アキバ系BBチャンネル、2005年 - 2008年）
- V-Kingdom（ラジオ大阪、2006年）
- 麻帆良学園中等部2-A・ヒミツの放課後 Part2 2学期（スタチャインターネットラジオ、2006年）
- Honey★Box「ミニ(2)探検隊☆」（ケータイラジオ館、2009年 - 2010年）

### デジタルコミック
- VOMIC CRASH!（桃原まりか）

### ドラマCD
- アルトネリコ2 世界に響く少女たちの創造詩 ドラマCD Vol.4 SIDE Extra（ココナ）
- eden* 第1巻（シオン）
- ポーの一族 第4巻・第5巻（マルグリッド）
- 魔法先生ネギま!（長谷川千雨）
- ローゼンメイデン シリーズ（金糸雀）
  - ローゼンメイデン[22]
- ティアラ! 名作劇場 ふろくドラマCD ふしぎの国のアリス（白ウサギ）[23]
- 転生學園月光録ドラマCD（南宮京香）

### DVD
- 魔法先生ネギま!

### パチンコ
- CRぱちんこ真田純勇士 ゔぃくとり〜（2017年、ペリー）
- CR魔法先生ネギま!（2017年、長谷川千雨[24]）

### その他
- ときドキ時計（能代千尋〈ツンデレ〉）※iPhoneアプリ

## ディスコグラフィ

### キャラクターソング
| 発売日   | 商品名                                                     | 歌 | 楽曲                                                        | 備考                                                         |
| 2004年   | 2004年                                                     | 2004年 | 2004年                                                      | 2004年                                                       |
| -------- | ---------------------------------------------------------- | --- | ----------------------------------------------------------- | ------------------------------------------------------------ |
| 5月1日   | 出席番号のうた                                             | 麻帆良学園中等部2-A | 「出席番号のうた」                                          | テレビアニメ『魔法先生ネギま!』関連曲                        |
| 5月26日  | 魔法先生ネギま! 麻帆良学園中等部2-A 8月：長谷川千雨        | 長谷川千雨（志村由美） | 「スキになってもe-よ」 「スキになってもe-よ（Remix ver.）」 | テレビアニメ『魔法先生ネギま!』関連曲                        |
| 2005年   |                                                            | |                                                             |                                                              |
| 2月16日  | ハッピー☆マテリアル 5月度：Electric version                | 麻帆良学園中等部2-A | 「ハッピー☆マテリアル」                                     | テレビアニメ『魔法先生ネギま!』オープニングテーマ            |
| 8月3日   | ハッピー☆マテリアル/輝く君へ〜Peace                        | 麻帆良学園中等部2-A | 「ハッピー☆マテリアル 31人ver.・TVサイズ」                  | テレビアニメ『魔法先生ネギま!』最終話オープニングテーマ      |
| 8月3日   | ハッピー☆マテリアル/輝く君へ〜Peace                        | 麻帆良学園中等部2-A | 「輝く君へ〜Peace」                                         | テレビアニメ『魔法先生ネギま!』最終話エンディングテーマ      |
| 2006年   |                                                            | |                                                             |                                                              |
| 3月29日  | 魔法先生ネギま! 麻帆良学園 大麻帆良祭                      | |                                                             | テレビアニメ『魔法先生ネギま!』関連曲                        |
| 2007年   |                                                            | |                                                             |                                                              |
| 1月24日  | ネギま!? 1000%BOX                                          | 那波千鶴（小林美佐）、村上夏美（相沢舞）、ザジ・レイニーデイ（いのくちゆか）、龍宮真名（佐久間未帆）、長谷川千雨（志村由美） | 「1000%SPARKING!」                                          | テレビアニメ『ネギま!?』オープニングテーマ                   |
| 1月24日  | ネギま!? 1000%BOX                                          | 那波千鶴（小林美佐）、村上夏美（相沢舞）、ザジ・レイニーデイ（いのくちゆか）、龍宮真名（佐久間未帆）、長谷川千雨（志村由美） | 「A-LY-YA!」                                                | テレビアニメ『ネギま!?』エンディングテーマ                   |
| 1月24日  | ネギま!? 1000%BOX                                          | 那波千鶴（小林美佐）、村上夏美（相沢舞）、ザジ・レイニーデイ（いのくちゆか）、龍宮真名（佐久間未帆）、長谷川千雨（志村由美） | 「1000%SPARKING!〈ぴあのみっくす〉」                        | テレビアニメ『ネギま!?』関連曲                               |
| 1月24日  | ネギま!? 1000%BOX                                          | 麻帆良学園中等部3-A+ネギ・スプリングフィールド | 「1000%SPARKING!」 「A-LY-YA!」                             | テレビアニメ『ネギま!?』関連曲                               |
| 3月7日   | ネギま!? うたのCD（2）                                     | 長谷川千雨（志村由美） | 「イジワルな唇」                                            | テレビアニメ『ネギま!?』関連曲                               |
| 9月26日  | ネギま!? ベストアルバム                                    | 麻帆良学園中等部3-A+ネギ・スプリングフィールド | 「Hello Again」                                             | テレビアニメ『ネギま!?』関連曲                               |
| 2008年   |                                                            | |                                                             |                                                              |
| 8月27日  | ハッピー☆マテリアル リターン                               | 麻帆良学園中等部3-A | 「ハッピー☆マテリアル リターン」                            | OAD『魔法先生ネギま! 〜白き翼 ALA ALBA〜』オープニングテーマ |
| 8月27日  | ハッピー☆マテリアル リターン                               | 麻帆良学園中等部3-A | 「輝く君へ」                                                | OAD『魔法先生ネギま! 〜白き翼 ALA ALBA〜』エンディングテーマ |
| 8月27日  | ハッピー☆マテリアル リターン                               | 麻帆良学園中等部3-A | 「A-LY-YA」                                                 | テレビアニメ『ネギま!?』関連曲                               |
| 2010年   |                                                            | |                                                             |                                                              |
| 11月17日 | 魔法先生ネギま! 〜もうひとつの世界〜 Theme Song Collection | ネギ・スプリングフィールド（佐藤利奈）、犬上小太郎（井上麻里奈）、長谷川千雨（志村由美）、アルベール・カモミール（矢部雅史）、ジャック・ラカン（小山力也）、エヴァンジェリン・A・K・マクダウェル（松岡由貴）、クウネル・サンダース（小野大輔） | 「Get a Chance!」                                           | OAD『魔法先生ネギま! 〜もうひとつの世界〜』関連曲            |
| 2011年   |                                                            | |                                                             |                                                              |
| 8月24日  | 桜風に約束を -旅立ちの歌-                                  | ネギ・スプリングフィールド&麻帆良学園中等部3-A | 「桜風に約束を -旅立ちの歌-」                               | 劇場アニメ『劇場版 魔法先生ネギま! ANIME FINAL』主題歌       |

### その他参加楽曲
| 発売日   | 商品名         | 歌                 | 楽曲                                            | 備考                                            |
| 2005年   | 2005年         | 2005年             | 2005年                                          | 2005年                                          |
| -------- | -------------- | ------------------ | ----------------------------------------------- | ----------------------------------------------- |
| 12月16日 | ふたりのキセキ | 綱掛裕美、志村由美 | 「ふたりのキセキ」 「ちっちゃいふたりのテーマ」 | ラジオ『ひろみtoゆみのちっちゃいふたり!』関連曲 |

### ユニットメンバー
1. 1 2  相坂さよ（白鳥由里）、明石裕奈（木村まどか）、朝倉和美（笹川亜矢奈）、綾瀬夕映（桑谷夏子）、和泉亜子（山川琴美）、大河内アキラ（山本杏美）、柿崎美砂（伊藤静）、神楽坂明日菜（神田朱未）、春日美空（板東愛）、絡繰茶々丸（渡辺明乃）、釘宮円（出口茉美）、古菲（田中葉月）、近衛木乃香（野中藍）、早乙女ハルナ（石毛佐和）、桜咲刹那（小林ゆう）、佐々木まき絵（堀江由衣）、椎名桜子（大前茜）、龍宮真名（佐久間未帆）、超鈴音（大沢千秋）、長瀬楓（白石涼子）、那波千鶴（小林美佐）、鳴滝風香（こやまきみこ）、鳴滝史伽（狩野茉莉）、葉加瀬聡美（門脇舞）、長谷川千雨（志村由美）、エヴァンジェリン・A・K・マクダウェル（松岡由貴）、宮崎のどか（能登麻美子）、村上夏美（相沢舞）、雪広あやか（皆川純子）、四葉五月（井ノ上ナオミ）、ザジ・レイニーデイ（猪口有佳）
2. ↑  鳴滝風香（こやまきみこ）、鳴滝史伽（狩野茉莉）、葉加瀬聡美（門脇舞）、長谷川千雨（志村由美）、エヴァンジェリン・A・K・マクダウェル（松岡由貴）
3. 1 2  ネギ・スプリングフィールド（佐藤利奈）、相坂さよ（白鳥由里）、明石裕奈（木村まどか）、朝倉和美（笹川亜矢奈）、綾瀬夕映（桑谷夏子）、和泉亜子（山川琴美）、大河内アキラ（浅倉杏美）、柿崎美砂（伊藤静）、神楽坂明日菜（神田朱未）、春日美空（板東愛）、絡繰茶々丸（渡辺明乃）、釘宮円（出口茉美）、古菲（Hazuki）、近衛木乃香（野中藍）、早乙女ハルナ（石毛佐和）、桜咲刹那（小林ゆう）、佐々木まき絵（堀江由衣）、椎名桜子（大前茜）、龍宮真名（佐久間未帆）、超鈴音（高本めぐみ）、長瀬楓（白石涼子）、那波千鶴（小林美佐）、鳴滝風香（こやまきみこ）、鳴滝史伽（狩野茉莉）、葉加瀬聡美（門脇舞以）、長谷川千雨（志村由美）、エヴァンジェリン・A・K・マクダウェル（松岡由貴）、宮崎のどか（能登麻美子）、村上夏美（相沢舞）、雪広あやか（皆川純子）、四葉五月（井上直美）、ザジ・レイニーデイ（いのくちゆか）
4. ↑  相坂さよ（白鳥由里）、明石裕奈（木村まどか）、朝倉和美（笹川亜矢奈）、綾瀬夕映（桑谷夏子）、和泉亜子（山川琴美）、大河内アキラ（浅倉杏美）、柿崎美砂（伊藤静）、神楽坂明日菜（神田朱未）、春日美空（板東愛）、絡繰茶々丸（渡辺明乃）、釘宮円（出口茉美）、古菲（Hazuki）、近衛木乃香（野中藍）、早乙女ハルナ（石毛佐和）、桜咲刹那（小林ゆう）、佐々木まき絵（堀江由衣）、椎名桜子（大前茜）、龍宮真名（佐久間未帆）、超鈴音（高本めぐみ）、長瀬楓（白石涼子）、那波千鶴（小林美佐）、鳴滝風香（こやまきみこ）、鳴滝史伽（狩野茉莉）、葉加瀬聡美（門脇舞以）、長谷川千雨（志村由美）、エヴァンジェリン・A・K・マクダウェル（松岡由貴）、宮崎のどか（能登麻美子）、村上夏美（相沢舞）、雪広あやか（皆川純子）、四葉五月（井上直美）、ザジ・レイニーデイ（いのくちゆか）
5. ↑  ネギ・スプリングフィールド（佐藤利奈）、相坂さよ（白鳥由里）、明石裕奈（木村まどか）、朝倉和美（笹川亜矢奈）、綾瀬夕映（桑谷夏子）、和泉亜子（山川琴美）、大河内アキラ（浅倉杏美）、柿崎美砂（伊藤静）、神楽坂明日菜（神田朱未）、春日美空（板東愛）、絡繰茶々丸（渡辺明乃）、釘宮円（出口茉美）、古菲（阿澄佳奈）、近衛木乃香（野中藍）、早乙女ハルナ（石毛佐和）、桜咲刹那（小林ゆう）、佐々木まき絵（堀江由衣）、椎名桜子（小見川千明）、龍宮真名（佐久間未帆）、超鈴音（高本めぐみ）、長瀬楓（白石涼子）、那波千鶴（小林美佐）、鳴滝風香（こやまきみこ）、鳴滝史伽（狩野茉莉）、葉加瀬聡美（門脇舞以）、長谷川千雨（志村由美）、エヴァンジェリン・A・K・マクダウェル（松岡由貴）、宮崎のどか（能登麻美子）、村上夏美（相沢舞）、雪広あやか（皆川純子）、四葉五月（井上直美）、ザジ・レイニーデイ（いのくちゆか）